# سرطان با منشأ نامعلوم
سرطان با منشأ اولیه نامعلوم (به انگلیسی: Cancer of unknown primary origin) گونه ای از سرطان است که معمولاً در مرحله متاستاز تشخیص داده می‌شود، اما تومور اولیه یا محل آغاز سرطان نامعلوم بوده و قابل شناسایی نیست.
این نوع سرطان در حدود ۳ تا ۵٪ از مجموع سرطان‌ها را شامل می‌شود.

## تشخیص

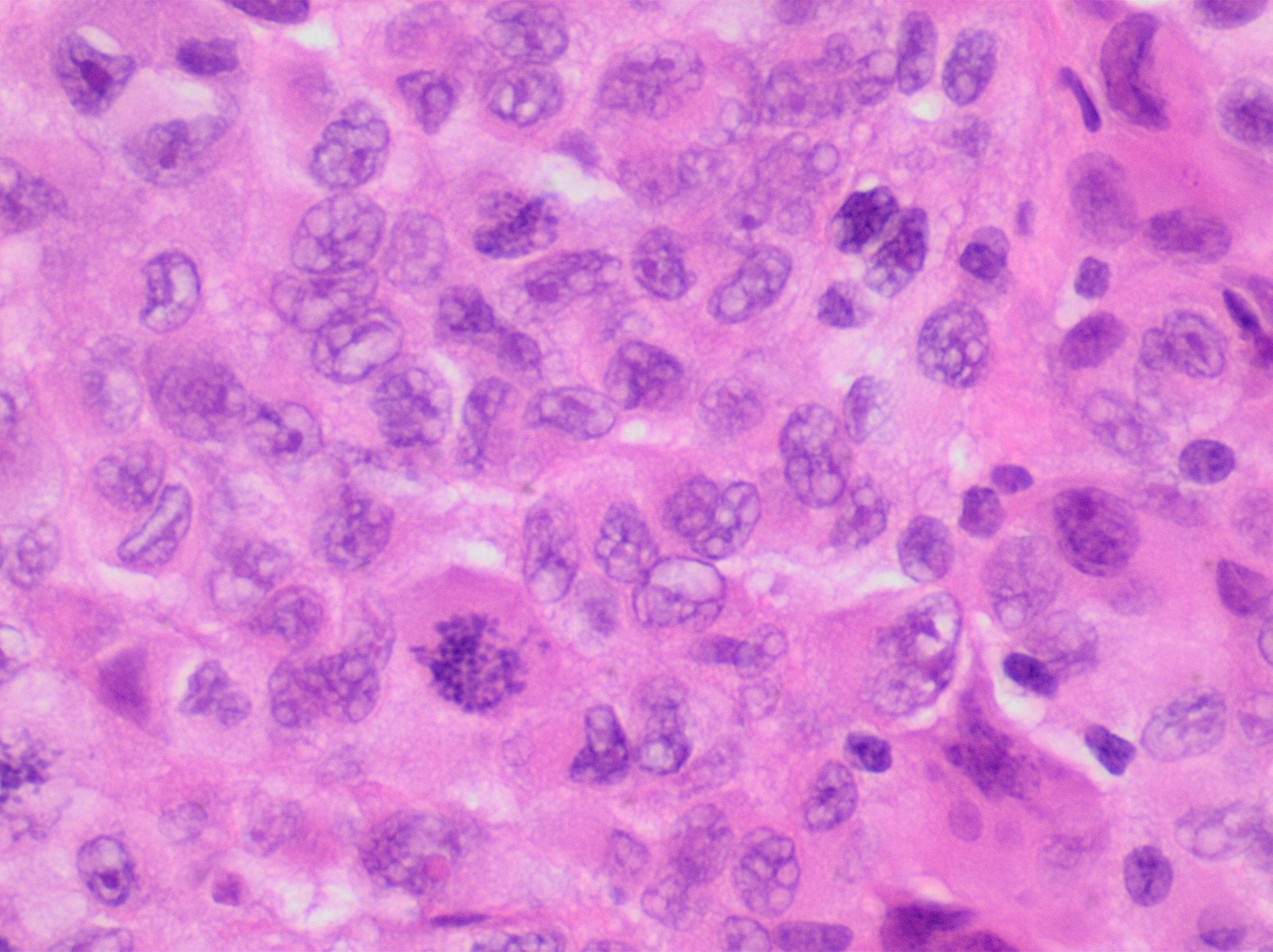
هیستوپاتولوژی سلول های تومور تمایز نیافته

در سال‌های اخیر، روش‌های میکروسکوپی و سایر روش‌های تشخیصی به طرز چشمگیری بهبود یافته‌اند. با این حال، بافت منشأ سرطان فقط در یک چهارم از مبتلایان این گونه سرطان مشخص می‌شود. مواردی که ممکن است در تعیین منشأ اولیه مفید باشند شامل الگوی گسترش سرطان و نوع و ظاهر سلول‌های سرطانی است که زیر میکروسکوپ بررسی می‌شوند.

### آزمایش ایمونوهیستوشیمی
برای تعیین نوع سلول‌های سرطانی می‌توان از آنتی‌بادی‌ها جهت بررسی مارکرها یا نشانگرهای پروتئینی استفاده شود. اغلب اوقات بیان این آنتی‌ژن‌ها مشابه بافتی است که سلول‌های سرطانی از آن منشأ گرفته‌اند؛ بنابراین آزمایش‌های ایمونوهیستوشیمی گاهی اوقات به شناسایی منشأ ایجاد سرطان کمک می‌کنند.

### طبقه‌بندی
سلول‌ها و بافت‌های سرطانی با منشأ نامعلوم از نظر شکل ظاهری در زیر میکروسکوپ نوری به انواع مختلف طبقه‌بندی می‌شوند. این نوع سرطان‌ها در ۹۰درصد مواقع از نوع آدنوکارسینوما هستند و در ۵درصد موارد سرطان از نوع کارسینوم سلول‌های سنگفرشی است.

## مدیریت و درمان
تا کنون روش درمانی استانداردی برای همگی مبتلایان به این نوع سرطان‌ها وجود ندارد اما شیمی درمانی، پرتودرمانی، هورمون درمانی و جراحی ممکن است به تنهایی یا به صورت ترکیبی برای درمان بیماران استفاده شود. حتی در مواردی که امیدواری زیادی برای درمان وجود ندارد، درمان ممکن است به بیمار کمک کند تا عمر طولانی تری داشته باشد یا کیفیت زندگی بیمار را بهبود بخشد. عدم اطمینان و وجود ابهام در تشخیص و درمان این نوع سرطان‌ها مشکلی عمده است و می‌تواند باعث ایجاد فشار روانی مضاعف بر بیماران شود.

## برای مطالعهٔ بیشتر
- Varadhachary, Gauri R. (2007). "Carcinoma of Unknown Primary Origin". Gastrointestinal Cancer Research: GCR. 1 (6): 229–235. ISSN 1934-7820. PMC 2631214. PMID 19262901.
- "Rarer cancers with unknown primary tumours diagnosed too late - Press releases - GOV.UK". www.gov.uk. Retrieved 2015-07-06.